# 袁荣贵
袁荣贵（1938年11月—2023年2月13日），男，湖南石门人，中华人民共和国政治人物，曾任中共贵州省委常委，贵州省人民政府副省长，贵州省政协副主席，第九、十届全国政协委员。